# Valvata rhabdota
Valvata rhabdota is een slakkensoort uit de familie van de Valvatidae. De wetenschappelijke naam van de soort is voor het eerst geldig gepubliceerd in 1894 door Sturany.